# Кудинский, Виктор Владимирович
Ви́ктор Влади́мирович Куди́нский (укр. Віктор Володимирович Кудинський; 17 июня 1943, Киев — 18 августа 2005, Киев) — советский украинский легкоатлет, специалист по бегу на средние и длинные дистанции, кроссу и стипль-чезу. Выступал на всесоюзном уровне в 1964—1974 годах, чемпион Европы, победитель Кубка Европы и Европейских легкоатлетических игр в помещении, многократный чемпион СССР в различных беговых дисциплинах, участник летних Олимпийских игр в Мехико. Представлял Киев и Вооружённые силы. Заслуженный мастер спорта СССР (1968). Тренер по лёгкой атлетике.

## Биография
Виктор Кудинский родился 17 июня 1943 года в Киеве.
Заниматься лёгкой атлетикой начал в 1957 году, первое время специализировался на прыжковых дисциплинах, метании копья, барьерном беге, позже стал бегать на средние и длинные дистанции. Проходил подготовку в Киеве под руководством заслуженного тренера СССР Ивана Токаря, являлся учеником титулованного советского бегуна Владимира Куца. Представлял Советскую Армию.
Впервые заявил о себе на взрослом всесоюзном уровне в сезоне 1965 года, когда выиграл серебряную медаль в дисциплине 5 км на чемпионате СССР по кроссу в Ужгороде и одержал победу в беге на 3000 метров с препятствиями на чемпионате СССР в Алма-Ате. Попав в состав советской сборной, занял первое место в матчевой встрече со сборной США в Киеве, выступил на Кубке Европы в Штутгарте, где так же был лучшим в личном зачёте стипль-чеза и вместе со своими соотечественниками выиграл мужской командный зачёт.
В 1966 году победил на чемпионате СССР по кроссу в Ессентуках, превзошёл всех соперников в дисциплинах 5000 метров и 3000 метров с препятствиями на чемпионате СССР в Днепропетровске. Кроме того, в стипль-чезе с рекордом СССР 8.26,6 завоевал золото на чемпионате Европы в Будапеште.
В 1967 году в беге на 3000 метров с препятствиями занял первое место на чемпионате страны, прошедшем в рамках IV летней Спартакиады народов СССР в Москве.
В 1968 году одержал победу на дистанции 3000 метров на Европейских легкоатлетических играх в Мадриде, выиграл бег на 3000 метров с препятствиями на чемпионате СССР в Цахкадзоре. На Мемориале братьев Знаменских в Ленинграде показал в стипль-чезе результат 8.26,0 (всего на 1,8 секунды медленнее действовавшего на тот момент мирового рекорда). Благодаря череде удачных выступлений удостоился права защищать честь страны на летних Олимпийских играх в Мехико — являясь одним из фаворитов соревнований, в программе стипль-чеза благополучно преодолел предварительный квалификационный этап, но в решающем финальном забеге неожиданно сошёл с дистанции.

За день до финального выступления со мной произошло следующее. Мой сосед по комнате был глухонемым. Ночью он решил заняться торговлей с мексиканцами и так громко кричал, что я проснулся. А нервы у меня были на пределе — завтра выходить на финальный забег. В общем, повздорил я с соседом, швырнул в него бутылку. Тогда он в ярости буквально пригвоздил меня ногой к стене. Я сильно повредил бедро. И Олимпиада для меня закончилась…
— Виктор Кудинский
Впоследствии оставался действующим спортсменом ещё в течение одного олимпийского цикла, но значимых результатов на международной арене больше не показывал. На чемпионате СССР 1972 года в Москве стал бронзовым призёром в беге на 3000 метров с препятствиями.
За выдающиеся спортивные достижения удостоен почётного звания «Заслуженный мастер спорта СССР» (1968).
В 1973 году окончил Киевский государственный институт физической культуры, после чего в течение многих лет работал тренером-преподавателем.

## Смерть
Умер 18 августа 2005 года в Киеве в возрасте 62 лет. Похоронен на киевском Городском кладбище.

## Память
С 2006 года в Киеве проводились Всеукраинские соревнования по легкоатлетическому кроссу, посвящённые памяти В. Кудинского, И. Токаря и В. Куца.

## Результаты

### Соревнования
предварительные забеги/соревнования
| Год  | Соревнование                       | Город                 | Дистанция  | Дата           | Результат      | Место         | Видео/Фото/ Кинограмма |
| ---- | ---------------------------------- | --------------------- | ---------- | -------------- | -------------- | ------------- | ---------------------- |
| 1965 | Кубок Европы                       | Осло (полуфинал)      | 3000 м с/п | 21—22 августа  | 8.44,8         | 1             |                        |
| 1965 | Кубок Европы                       | Штутгарт (финал)      | 3000 м с/п | 11—12 сентября | 8.41,0         | I             |                        |
| 1966 | Чемпионат Европы                   | Будапешт              | 3000 м с/п | 1 сентября     | 8.48,2         | 4 Q (забег 2) |                        |
| 1966 | Чемпионат Европы                   | Будапешт              | 3000 м с/п | 3 сентября     | 8.26,6 CR, NR* | I             |                        |
| 1967 | Кубок Европы                       | Стокгольм (полуфинал) | 3000 м с/п | 22—23 июля     | 8.42,8         | 1             |                        |
| 1967 | Кубок Европы                       | Киев (финал)          | 5000 м     | 16—17 сентября | 15.35,2        | 6             |                        |
| 1968 | Европейские легкоатлетические игры | Мадрид                | 3000 м     | 10 марта       | 8.10,27 PB     | I             |                        |
| 1968 | Олимпийские игры                   | Мехико                | 3000 м с/п | 14 октября     | 9.05,25}       | 4 Q (забег 2) |                        |
| 1968 | Олимпийские игры                   | Мехико                | 3000 м с/п | 16 октября     | DNF            | —             |                        |

| Год  | Соревнование | Город          | Дистанция     | Дата          | Результат | Место      |
| ---- | ------------ | -------------- | ------------- | ------------- | --------- | ---------- |
| 1964 | Чемпионат    | Киев           | 3000 м с/п    | 29 августа    | 8.39,6    | 6          |
| 1964 | Чемпионат    | Ужгород        | кросс 5 км    | 15 марта      | 14.52,0   | 10         |
| 1965 | Чемпионат    | Алма-Ата       | 3000 м с/п    | 14—17 октября | 8.41,4    | I          |
| 1965 | Чемпионат    | Ужгород        | кросс 5 км    | 14 марта      | 15.36,0   | II         |
| 1966 | Чемпионат    | Днепропетровск | 5000 м        | 12—14 августа | 14.02,2   | I          |
| 1966 | Чемпионат    | Днепропетровск | 3000 м с/п    | 12—14 августа | 8.30,8    | I          |
| 1966 | Чемпионат    | Ессентуки      | кросс 5 км    | 13 марта      | 14.08,1   | I          |
| 1967 | Спартакиада  | Москва         | 3000 м с/п    | 28—31 июля    | 8.53,4    | Q          |
| 1967 | Спартакиада  | Москва         | 3000 м с/п    | 31 июля       | 8.42,2    | I          |
| 1968 | Чемпионат    | Цахкадзор      | 3000 м с/п    | 21—22 августа | 8.49,6    | I          |
| 1969 | Кубок        | Нальчик        | 5000 м        | 10—12 октября | 14.28,8   | 03 ! [ a ] |
| 1969 | Кубок        | Нальчик        | 3000 м с/п    | 10—12 октября | 8.52,6    | 3          |
| 1972 | Чемпионат    | Москва         | 3000 м с/п    | 17—20 июля    | 8.32,2    | III        |
| 1973 | Чемпионат    | Москва         | 10 000 метров | 10—14 июля    | 28.35,8   | 7          |

| Год  | Матч                  | Город     | Дистанция  | Дата          | Результат | Место | Видео/Фото/ Кинограмма |
| ---- | --------------------- | --------- | ---------- | ------------- | --------- | ----- | ---------------------- |
| 1965 | СССР — США            | Киев      | 3000 м с/п | 1 августа     | 8.31,8    | 1     |                        |
| 1965 | СССР — Франция        | Париж     | 3000 м с/п | 2—3 октября   | 8.52,8    | 1     |                        |
| 1966 | СССР — Великобритания | Лондон    | 5000 м     | 17—18 июня    | 13.47,0   | 1     |                        |
| 1966 | СССР — Польша         | Минск     | 5000 м     | 25—26 июля    | 14.27,0   | 1     |                        |
| 1968 | СССР — Польша — ГДР   | Ленинград | 3000 м     | 13—14 августа | 8.18,8    | 1     |                        |

### Рекорды СССР
| Дистанция       | Результат | Место     | Дата      | Видео/Фото/ Кинограмма |
| --------------- | --------- | --------- | --------- | ---------------------- |
| 5000 метров     | 13.34,6   | Стокгольм | 3.7.1968  |                        |
| 3000 метров с/п | 8.31,0    | Минск     | 4.7.1965  |                        |
| 3000 метров с/п | 8.26,6    | Будапешт  | 3.9.1966  |                        |
| 3000 метров с/п | 8.26,0    | Ленинград | 21.7.1968 |                        |

### Комментарии
1. 1 2  в источнике Н. Кудинский